# Marta Alberto
Marta Alberto (10 februari 1995) is een Angolese handbalster die speelt voor de Angolese club Primeiro de Agosto en het Angolees handbalteam.
Ze deed mee aan het wereldkampioenschap 2017 in Duitsland en de Olympische Zomerspelen 2024 in Frankrijk.